# Ulrike Nasse-Meyfarth

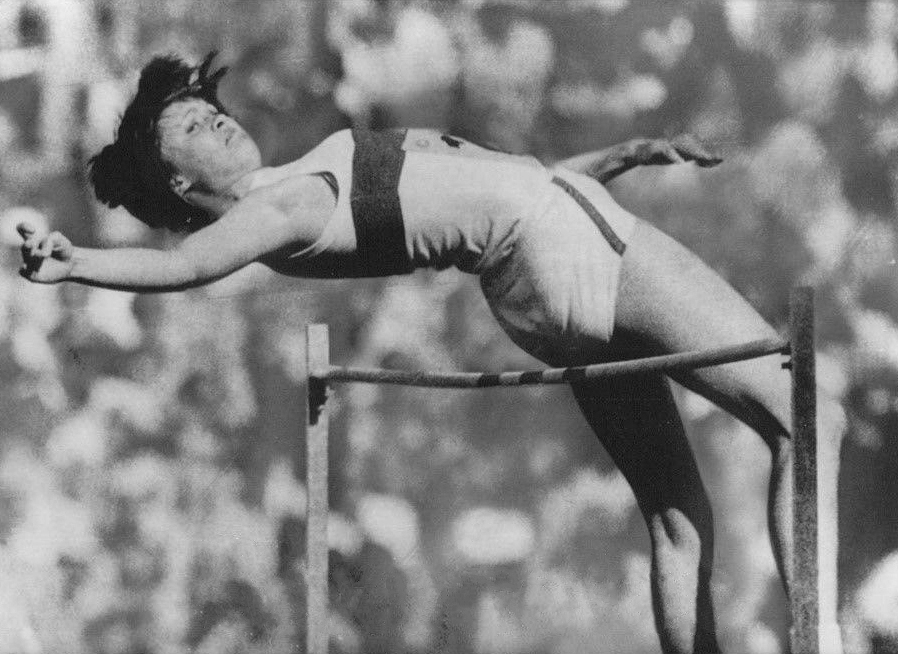
La Jocurile Olimpice din 1972

Ulrike Nasse-Meyfarth (născută Meyfarth; n. 4 mai 1956, Frankfurt am Main, RFG) este o fostă atletă germană de talie mondială, specializată în sărituri în înălțime.

## Carieră
Sportiva a câștigat medalia de aur la Jocurile Olimpice de la München din 1972 la vârsta de numai 16 ani, egalând recordul mondial. A fost cea mai tânără atletă care a câștigat o probă individuală la Jocurile Olimpice. La Montreal 1976 nu s-a calificat la finală, iar la Moscova 1980 nu a participat din cauza boicotului după invazia Afganistanului de către armata sovietică. A revenit în anul 1984 la Jocurile Olimpice de la Los Angeles unde a câstigat din nou aurul, devenind cea mai în vârstă campioană olimpică la săritura în înălțime.
În 1983, Ulrike Nasse-Meyfarth a fost vicecampioană mondială și a câștigat Cupa Mondială din 1981. A participat la patru Campionate Europene, câștigând în 1982, și clasându-se pe locul șapte în 1974 și pe locul cinci în 1978. A participat la cinci Campionate Europene de sală, câștigând de două ori, în 1982 și 1984. Ea a depășit pentru prima dată pragul de doi metri în 1982 și la scurt timp după aceea a câștigat Campionatul European de la Atena cu recordul mondial de 2,02 metri. În anul următor, a doborât recordul mondial cu o săritură 2,03 metri.
Ea a fost aleasă sportiva anului a Germaniei de Vest în 1981, 1982, 1983 și 1984. În 2004, stadionul din Wesseling a fost redenumit „Ulrike-Meyfarth-Stadion”. În 2011, ea a fost inclusă în „Hall of Fame al sportului german”.

## Realizări
| An   | Competiție                      | Locație                        | Loc | Note   |
| ---- | ------------------------------- | ------------------------------ | --- | ------ |
| 1971 | Campionatul European            | Helsinki, Finlanda             | 30  | 1,68 m |
| 1972 | Jocurile Olimpice               | München, Germania de Vest      | 1   | 1,92 m |
| 1973 | Campionatul European de Juniori | Duisburg, Germania de Vest     | 2   | 1,80 m |
| 1974 | Campionatul European            | Roma, Italia                   | 7   | 1,83 m |
| 1976 | Campionatul European sală       | München, Germania de Vest      | 2   | 1,89 m |
| 1976 | Jocurile Olimpice               | Montreal, Canada               | 22  | 1,78 m |
| 1978 | Campionatul European            | Praga, Cehoslovacia            | 5   | 1,91 m |
| 1979 | Campionatul European sală       | Viena, Austria                 | 3   | 1,80 m |
| 1979 | Universiada                     | Ciudad de México, Mexic        | 2   | 1,92 m |
| 1980 | Campionatul European sală       | Sindelfingen, Germania de Vest | 11  | 1,80 m |
| 1981 | Campionatul European sală       | Grenoble, Franța               | 4   | 1,88 m |
| 1981 | Cupa Mondială                   | Roma, Italia                   | 1   | 1,96 m |
| 1982 | Campionatul European sală       | Milano, Italia                 | 1   | 1,99 m |
| 1982 | Campionatul European            | Atena, Grecia                  | 1   | 2,02 m |
| 1983 | Campionatul Mondial             | Helsinki, Finlanda             | 2   | 1,99 m |
| 1984 | Campionatul European sală       | Göteborg, Suedia               | 1   | 1,95 m |
| 1984 | Jocurile Olimpice               | Los Angeles, Statele Unite     | 1   | 2,02 m |

## Recorduri personale
| Probă                | Performanță | Dată           | Locație |
| -------------------- | ----------- | -------------- | ------- |
| Săritură în înălțime | 2,03 m      | 21 august 1983 | Londra  |

## Legături externe
- Materiale media legate de Ulrike Nasse-Meyfarth la Wikimedia Commons
- en Ulrike Nasse-Meyfarth la World Athletics
- en Ulrike Nasse-Meyfarth la Olympedia.org
- en  Ulrike Nasse-Meyfarth la athleticspodium.com